# David Ewemade
David Ewemade (* 17. Juni 2005) ist ein nigerianischer Fußballspieler.

## Karriere
Ewemade begann seine Karriere beim FV Austria XIII. Zur Saison 2014/15 wechselte er zum FK Austria Wien. Im Februar 2015 kehrte er zu Austria XIII zurück. Zur Saison 2017/18 schloss er sich dem 1. Simmeringer SC an. Im April 2019 wechselte er ein zweites Mal zu Austria Wien, wo er ab der Saison 2019/20 sämtliche Altersstufen in der Akademie durchlief.
Im Februar 2023 debütierte Ewemade für die zweite Mannschaft der Wiener in der 2. Liga, als er am 17. Spieltag der Saison 2022/23 gegen die Kapfenberger SV in der 61. Minute für Luca Pazourek eingewechselt wurde. Für die Young Violets kam er zu zwei Zweitligaeinsätzen, ehe er mit dem Team zu Saisonende aus der 2. Liga abstieg. Im März 2024 stand er gegen die WSG Tirol dann erstmals im Kader der Profis.
Zur Saison 2024/25 wurde er auf Kooperationsbasis an den Zweitligisten SV Stripfing verliehen. Im August 2024 gab er gegen den LASK sein Debüt in der Bundesliga für die Austria. Dies blieb sein einziger Bundesligaeinsatz für die Austria, für Stripfing absolvierte er 19 Zweitligaspiele. Nach der Saison 2024/25 verließ er die Wiener.
Zur Saison 2025/26 wechselte er anschließend nach Serbien zum FK Radnički Niš.